# Euselasia gradata
Euselasia gradata is een vlindersoort uit de familie van de prachtvlinders (Riodinidae), onderfamilie Euselasiinae.
Euselasia gradata werd in 1927 beschreven door Stichel.